# Mille fois mort
Mille fois mort (titre original : A Thousand Deaths) est une nouvelle américaine de l'écrivain Jack London publiée aux États-Unis en 1899. En France, elle a paru pour la première fois en 1975.

## Historique
La nouvelle est publiée dans The Black Cat (en) en mai 1899, elle n'a pas été reprise dans un recueil.

## Éditions

### Éditions en anglais
- A Thousand Deaths, dans The Black Cat (en), périodique, mai 1899.

### Traductions en français
- Mille fois mort, traduction de François Postif, in Le Dieu tombé du ciel, recueil, U.G.E., 1975.

## Adaptation cinématographique
- 1939 : Torture Ship (en), film américain réalisé par Victor Halperin, avec Lyle Talbot.